# Wang Xiaoshuai
Dans ce nom, le nom de famille, Wang, précède le nom personnel.
Pour les articles homonymes, voir Wang (patronyme).
 (février 2015).
Si vous disposez d'ouvrages ou d'articles de référence ou si vous connaissez des sites web de qualité traitant du thème abordé ici, merci de compléter l'article en donnant les références utiles à sa vérifiabilité et en les liant à la section « Notes et références ».
Wang Xiaoshuai (王小帅) est un cinéaste chinois, né le 22 mai 1966 à Shanghaï (Chine).

## Biographie
Diplômé de l'académie du cinéma de Pékin, Wang Xiaoshuai fait partie de la génération de réalisateurs chinois, qui apparaît dans les années 1990. En 1993, il réalise son premier long-métrage The Days, à l'âge de 27 ans. Son 3e long-métrage, Frozen, sort sous le pseudonyme Wu Min (« sans nom »).
Il commence à acquérir une réputation internationale avec la sélection de ses films So Close to Paradise et Drifters dans la section Un certain regard du festival de Cannes. Il remporte par la suite le prix du jury pour Shanghai Dreams lors de la 58e édition cannoise en 2005. Il obtient également une plus grande reconnaissance internationale grâce au festival de Berlin où il remporte l'Ours d'argent (grand prix) pour Beijing Bicycle et l'Ours d'argent du meilleur scénario pour Une famille chinoise.
En 2011, il présente le film 11 Fleurs, première co-production franco-chinoise. Il dévoile son 11e long-métrage, Red Amnesia, à la Mostra de Venise 2014.
Une rétrospective de son œuvre a été présentée au festival du film chinois de Paris en 2012.
En 2018, il est président du jury international de la 24e édition du festival international des cinémas d'Asie de Vesoul.

### Décoration
- 2010 : Chevalier de l'ordre des Arts et des Lettres

## Filmographie
- 1993 : The Days (冬春的日子, Dongchun de rizi)
- 1994 : Suicides (Da youxi)
- 1996 : Frozen (极度寒冷, Jidu hanleng)
- 1998 : So Close to Paradise (扁担·姑娘, Biandan, guniang)
- 1999 : Meng huan tian yuan (夢幻田園)
- 2001 : Beijing Bicycle (十七岁的单车, Shiqi sui de dan che)
- 2002 : After War (Jeonjaeng geu ihu), coréalisé avec Moon Seung-wook et Nobuhiro Suwa
- 2003 : Drifters (二弟, Er di)
- 2004 : Shanghai Dreams (青红, Qing hong)
- 2007 : Une famille chinoise (Zuo You)
- 2010 : Chongqing Blues (Rizhao chongqing)
- 2011 : 11 Fleurs (我11, Wo 11)
- 2014 : Red Amnesia (闖入者, Chuǎngrù zhě)
- 2019 : So Long, My Son
- 2019 : Chinese Portrait

### Sélections et récompenses

#### Sélections en festivals
- Festival de Cannes 1999 : sélection Un certain regard pour So Close to Paradise.
- Festival de Cannes 2003 : sélection Un certain regard pour Drifters.
- Festival de Cannes 2010 : sélection officielle en compétition pour Chongqing Blues.
- Festival international du film de Tokyo 2011 : sélection en compétition pour 11 Fleurs.
- Festival du film asiatique de Deauville 2012 : sélection en compétition pour 11 Fleurs.
- Mostra de Venise 2014 : sélection officielle en compétition pour Red Amnesia.

#### Prix
- Festival international du film de Rotterdam 1997 : Prix FIPRESCI pour Frozen
- Festival international du film de Singapour 2000 : Prix FIPRESCI pour So Close to Paradise.
- Berlinale 2001 : Ours d'argent - Grand prix du jury pour Beijing Bicycle
- Festival de Cannes 2005 : Prix du jury pour Shanghai Dreams
- Berlinale 2008 : Ours d'argent du meilleur scénario pour Une famille chinoise
- Berlinale 2019 : Ours d'argent du meilleur acteur pour Wang Jingchun et Ours d'argent de la meilleure actrice pour Yong Mei[2]

#### Autre
- The Days est désigné par la BBC comme l'un des 100 meilleurs films de l'histoire du cinéma.